# Armenviertel
Das Wort Armenviertel bezeichnet umgangssprachlich Stadtteile, die einen hohen Anteil an Armen aufweisen. Weitere Bezeichnungen sind:
- Elendsviertel
- Slum
- Informelle Siedlung
- Barriada in Peru
- Favela in Brasilien
- Fenceline Community
- Población in Chile
- Pueblo joven in Kuba
- Township (Südliches Afrika)
- Villa Miseria in Argentinien
- Musseque in Angola
- Gecekondu in der Türkei

Siehe auch: